# Cratera de Beaverhead
Beaverhead é uma cratera no centro de Idaho e o norte de Montana nos Estados Unidos da América. Com um tamanho estimado de 60 km² em diâmetro, ela é uma das maiores crateras do Planeta Terra. Ele tem uma idade estimada de 600 milhões de anos (Neoproterozoico).